# Owen Watkin
Owen Paul Watkin (Bridgend, 12 ottobre 1996) è un rugbista a 15 britannico, internazionale per il Galles, che gioca nel ruolo di tre quarti centro negli Ospreys.

## Biografia
Formatosi rugbisticamente nell'accademia degli Ospreys, Watkin cominciò a giocare nel Pro12 nel 2015 con lo stesso club. Nel novembre 2017 ricevette la sua prima convocazione internazionale con il Galles in occasione di un test match contro l'Australia disputato al Millennium Stadium. Il C.T. Warren Gatland lo selezionò pure per disputare la Coppa del Mondo di rugby 2019 in Giappone.